# Relações entre Alemanha e Bangladesh
As relações entre Bangladesh e a Alemanha são as relações bilaterais da República Popular de Bangladesh e da República Federal da Alemanha . A Alemanha tem uma embaixada em Dhaka e Bangladesh em Berlim.

## História
Após a independência de Bangladesh em 1971, a Alemanha Oriental foi o terceiro país do mundo, e o primeiro país da Europa, a reconhecer oficialmente Bangladesh em 1972. Após o estabelecimento das relações diplomáticas, as relações bilaterais entre os dois países começaram a se desenvolver de forma constante.

## Relações culturais
Os povos alemão e de Bangladesh têm uma história secular de intercâmbio cultural. O interesse dos alemães pela cultura de Bengala remonta às visitas à Alemanha do poeta nacional bengali e ganhador do Prêmio Nobel de literatura Rabindranath Tagore nas décadas de 1920 e 1930. Muitos escritores, artistas e filósofos de Bangladesh têm um interesse próximo e conhecedor da literatura, arte, arquitetura e filosofia alemãs. O crescente número de contatos entre artistas alemães e de Bangladesh, principalmente nas áreas de artes plásticas, fotografia, cinema e teatro, é muito apreciado em ambos os países. o6 de O primeiro parâmetro é necessário, mas foi fornecido incorretamente! de 2010 , A Deutsche Welle (DW) lançou oficialmente seus programas em bengali usando as frequências FM da estação de rádio pública de Bangladesh, Bangladesh Betar.
A cooperação cultural entre os dois países ocorre principalmente por meio do Goethe-Institut, que busca desenvolver laços culturais por meio do patrocínio de atividades culturais locais e alemãs. É também um dos principais pontos de encontro de todos os interessados na Alemanha. Para trocar experiências no setor do ensino fundamental, um programa inovador denominado "Escolas : Parceiros para o futuro" Foi apresentado pelo Goethe-Institut, que oferece treinamento para professores do ensino fundamental na Alemanha.

## Relações econômicas
Como potência econômica e importante membro da União Europeia (UE), a Alemanha é um parceiro confiável de Bangladesh na cooperação para o desenvolvimento.
Em seu comércio com a Alemanha, Bangladesh registrou um grande superávit durante anos. A Alemanha é o segundo maior mercado de exportação de Bangladesh, depois dos Estados Unidos . O comércio bilateral ascendeu a cerca de 4,5 milhões de euros em 2012. Um acordo alemão-bengalês de promoção e proteção de investimentos está em vigor desde 1986 e um acordo bilateral de dupla tributação desde 1993. Até o momento, os investimentos diretos alemães em Bangladesh somam quase 60 milhões de euros. A Câmara de Comércio e Indústria Alemão-Bangladesh (BGCCI) atua como uma plataforma de negócios e mediadora entre os dois países.

## Visitas bilaterais
Em 25 de outubro de 2011, a primeira-ministra de Bangladesh, Sheikh Hasina, se encontrou com a chanceler alemã, Angela Merkel, na Alemanha, durante uma visita oficial de quatro dias para participar Cimeira Mundial da Saúde de 2011, bem como um encontro sobre as duas nações. O ex- presidente da República Federal da Alemanha, Christian Wulff, visitou Bangladesh de 28 de novembro a 30 de novembro de 2011, acompanhado por Membros do Parlamento Alemão, Secretários de Estado do Ministério Alemão dos Negócios Estrangeiros e do Ministério Alemão da Economia e Tecnologia, bem como uma delegação comercial de alto nível.